# پارالمپیک تابستانی
بازی‌های پارالمپیک تابستانی (انگلیسی: Summer Paralympic Games) یک رویداد چندورزشی بین‌المللی است که هر چهار سال یک بار برای ورزشکاران معلول همچون فلج مغزی، افراد کم بینا و آمپوتاسیون برگزار می‌شود.
اولین دوره این مسابقات در سال ۱۹۶۰ در شهر رم، ایتالیا زیر نظر کمیته بین‌المللی پارالمپیک برگزار شده است.

## ورزش‌ها
برگزار نمی‌شود
| ورزش                  | سال             |
| --------------------- | --------------- |
| تیراندازی با کمان     | همه             |
| دو و میدانی           | همه             |
| بسکتبال آی‌دی          | ۱۹۹۶–۲۰۰۰       |
| بوچیا                 | از ۱۹۸۴         |
| دوچرخه‌سواری           | از ۱۹۸۸         |
| پاراکانو              | از ۲۰۱۶         |
| دارتچری               | ۱۹۶۰–۱۹۸۰       |
| سوارکاری              | از ۱۹۹۶         |
| فوتبال پنج نفره       | از ۲۰۰۴         |
| فوتبال هفت نفره       | از ۱۹۸۴         |
| گلبال                 | از ۱۹۷۶         |
| جودو                  | از ۱۹۸۸         |
| لاون بولز             | ۱۹۶۸–۱۹۸۸, ۱۹۹۶ |
| پاراتریاتلون (سه‌گانه) | از ۲۰۱۶         |

| ورزش               | سال                  |
| ------------------ | -------------------- |
| پارولیفتینگ        | از ۱۹۸۴              |
| رویینگ             | از ۲۰۰۸              |
| قایقرانی بادبانی   | ۱۹۹۶, از ۲۰۰۰        |
| تیراندازی          | از ۱۹۷۶              |
| اسنوکر             | ۱۹۶۰–۱۹۷۶, ۱۹۸۴–۱۹۸۸ |
| شنا                | همه                  |
| شنا                | همه                  |
| والیبال نشسته      | از ۱۹۷۶              |
| وزنه‌برداری         | ۱۹۶۴–۱۹۹۲            |
| بسکتبال با ویلچر   | همه                  |
| شمشیربازی با ویلچر | همه                  |
| راگبی با ویلچر     | ۱۹۹۶, از ۲۰۰۰        |
| تنیس با ویلچر      | ۱۹۸۸, ۱۹۹۲           |
| کشتی               | ۱۹۸۰–۱۹۸۴            |

## بازی‌های پارالمپیک تابستانی
| بازی‌ها | سال  | میزبان                                         | تاریخ                                             | کشورها       | شرکت‌کنندگان  | شرکت‌کنندگان  | شرکت‌کنندگان  | ورزش‌ها       | رویدادها     | منبع         |              |
| بازی‌ها | سال  | میزبان                                         | تاریخ                                             | کشورها       | مجموع        | مرد          | زن           | ورزش‌ها       | رویدادها     | منبع         |              |
| ------ | ---- | ---------------------------------------------- | ------------------------------------------------- | ------------ | ------------ | ------------ | ------------ | ------------ | ------------ | ------------ | ------------ |
| I      | ۱۹۶۰ | رم، ایتالیا                                    | ۱۸ – ۲۵ سپتامبر                                   | ۲۳           | ۴۰۰          |              |              | ۸            | ۵۷           | [ ۱ ] [ ۲ ]  |              |
| II     | ۱۹۶۴ | توکیو، ژاپن                                    | ۳ – ۱۲ نوامبر                                     | ۲۱           | ۳۷۵          | ۳۰۷          | ۶۸           | ۹            | ۱۴۴          | [ ۱ ] [ ۲ ]  |              |
| III    | ۱۹۶۸ | تل‌آویو، اسرائیل                                | ۴–۱۳ نوامبر                                       | ۲۹           | ۷۵۰          |              |              | ۱۰           | ۱۸۱          | [ ۱ ] [ ۲ ]  |              |
| IV     | ۱۹۷۲ | هایدلبرگ، آلمان غربی                           | ۲ – ۱۱ اوت                                        | ۴۱           | ۱۰۰۴         |              |              | ۱۰           | ۱۸۷          | [ ۱ ] [ ۲ ]  |              |
| V      | ۱۹۷۶ | تورنتو، کانادا                                 | ۳–۱۱ اوت                                          | ۳۲           | ۱۶۵۷         | ۱۴۰۴         | ۲۵۳          | ۱۳           | ۴۴۷          | [ ۱ ] [ ۲ ]  |              |
| VI     | ۱۹۸۰ | آرنهم، هلند                                    | ۲۱–۳۰ ژوئن                                        | ۴۲           | ۱۹۷۳         |              |              | ۱۲           | ۴۸۹          | [ ۱ ] [ ۲ ]  |              |
| VII    | ۱۹۸۴ | استوک مندویل، بریتانیا / ایالت نیویورک، آمریکا | ۱۷–۳۰ ژوئن (آمریکا) / ۲۲ ژوئیه - ۱ اوت (بریتانیا) | ۵۴           | ۲۰۹۱         |              |              | ۱۸           | ۹۰۳          | [ ۱ ] [ ۲ ]  |              |
| VIII   | ۱۹۸۸ | سئول، کره جنوبی                                | ۱۵–۲۴ اکتبر                                       | ۶۱           | ۳۰۵۷         |              |              | ۱۶           | ۷۳۲          | [ ۱ ] [ ۲ ]  |              |
| IX     | ۱۹۹۲ | بارسلون و مادرید، اسپانیا                      | ۳–۱۴ سپتامبر                                      | ۹۳           | ۴۶۲۰         |              |              | ۱۷           | ۵۵۵          | [ ۱ ] [ ۲ ]  |              |
| X      | ۱۹۹۶ | آتلانتا، آمریکا                                | ۱۶–۲۵ اوت                                         | ۱۰۴          | ۳۲۵۹         | ۲۴۶۹         | ۷۹۰          | ۲۰           | ۵۰۸          | [ ۱ ] [ ۲ ]  |              |
| XI     | ۲۰۰۰ | سیدنی، استرالیا                                | ۱۸–۲۹ اکتبر                                       | ۱۲۷          | ۳۸۴۶         | ۲۸۶۷         | ۹۷۹          | ۲۰           | ۵۵۱          | [ ۱ ] [ ۲ ]  |              |
| XII    | ۲۰۰۴ | آتن، یونان                                     | ۱۷–۲۸ سپتانبر                                     | ۱۳۶          | ۳۸۰۶         | ۲۶۴۶         | ۱۱۶۰         | ۱۹           | ۵۱۷          | [ ۱ ] [ ۲ ]  |              |
| XIII   | ۲۰۰۸ | پکن، جمهوری خلق چین                            | ۶–۱۷ سپتامبر                                      | ۱۴۸          | ۴۲۰۰         |              |              | ۲۰           | ۴۷۲          | [ ۱ ] [ ۲ ]  |              |
| XIV    | ۲۰۱۲ | لندن، بریتانیا                                 | ۲۹ اوت - ۹ سپتامبر                                | ۱۶۴          | ۴۳۰۲         |              |              | ۲۰           | ۵۰۳          | [ ۱ ] [ ۲ ]  |              |
| XV     | ۲۰۱۶ | ریو دو ژانیرو، برزیل                           | ۷–۱۸ سپتامبر                                      | رویداد آینده | رویداد آینده | رویداد آینده | رویداد آینده | رویداد آینده | رویداد آینده | رویداد آینده | رویداد آینده |
| XVI    | ۲۰۲۰ | توکیو، ژاپن                                    | ۲۵ اوت - ۶ سپتامبر                                | رویداد آینده | رویداد آینده | رویداد آینده | رویداد آینده | رویداد آینده | رویداد آینده | رویداد آینده | رویداد آینده |